# Hötensleben
Hötensleben é um município no distrito de Börde, em Saxónia-Anhalt, Alemanha.